# 乌拉泊街道
乌拉泊街道，是中华人民共和国新疆维吾尔自治区乌鲁木齐市达坂城区下辖的一个乡镇级行政单位。

## 行政区划
乌拉泊街道下辖以下地区：
福利路社区、同心路东社区和同心路西社区。

## 相关链接
乌拉泊水电站
乌拉泊古城